# Pier Luigi Mabìl
Pier Luigi Mabìl (Parigi, 31 agosto 1752 – Padova, 8 marzo 1836) è stato un letterato e traduttore italiano. Fu cavaliere della Corona di Ferro, professore di Eloquenza all'università di Padova e successivamente segretario archivista del Senato consulente di Milano durante la dominazione napoleonica. Fu infine rettore della stessa Università di Padova nel 1809. Il cognome originale Mabille, che risulta dall'atto di battesimo, fu modificato da egli stesso in Mabìl per sfranciosarlo ossia "sfrancesizzarlo", e per renderlo più breve.

## Biografia
Nacque a Parigi da Giovanni Battista Mabille e da Francesca Prevost che avevano acceso rapporti amicali con l'ambasciatore di Venezia Luigi Mocenigo, allora residente a Parigi, e con l'abate Pietro Piovini di Cologna, attaché a quella ambasciata e che furono padrini di battesimo di Pier Luigi a cui diedero i loro nomi. Morto il Mocenigo, l'abate Piovini convinse la famiglia Mabille a trasferirsi con lui a Cologna, allora parte della Serenissima di Venezia, dove sarebba stata ospitata fino a quando il padre, militare, avesse trovato una nuova occupazione. Alla fine del 1757 i Mabille lasciarono Parigi e si trasferirono dunque a Cologna insieme al giovane Pier Luigi di cinque anni. Qui venne educato dalla madre, donna colta, che riconobbe nel figlio qualità mnemoniche e un ingegno fuori dal comune. A undici anni venne inviato al collegio di Montagnana nei pressi di Padova per studiare Lettere. Qui studiò con l'abate Guerra, che trasferì al Mabìl l'amore per la lingua latina e al quale il giovane dovette l'educazione che lo rese in vita letterato e filosofo di fama. Terminati gli studi liceali si trasferì a Padova ove, diciannovenne, ottenne la laurea In utroque iure, ossia diritto civile e canonico.